# Soto (Uruguay)
Pour les articles homonymes, voir Soto.
Soto est une localité uruguayenne du département de Paysandú.

## Localisation
La localité se situe au centre-ouest du département de Paysandú et à l'est de l' arroyo de Soto. On y accède par un chemin vicinal depuis le kilomètre 68,5 de la route 26, dont elle est distante de 5 km. La localité la plus proche – Cuchilla de Buricayupí – se trouve à environ 6 km au sud-est, et la capitale départementale – Paysandú – à 75 km.

## Population
| 2004 | 2011 |
| ---- | ---- |
| -    | 43   |

## Source
- (es) Cet article est partiellement ou en totalité issu de l’article de Wikipédia en espagnol intitulé « Soto (Uruguay) » (voir la liste des auteurs).